# Lesina karnyi
Lesina karnyi är en insektsart som beskrevs av De Jong, C. 1942. Lesina karnyi ingår i släktet Lesina och familjen vårtbitare. Inga underarter finns listade i Catalogue of Life.